# Vasilij Trediakovskij
Vasilij Kirillovitj Trediakovskij (ryska: Василий Кириллович Тредиаковский), född 5 mars (gamla stilen: 22 februari) 1703 i Astrachan, död 17 augusti (gamla stilen: 6 augusti) 1769 i Sankt Petersburg, var en rysk språkforskare och poet.
Trediakovskij fick 1733 anställning som akademisk lärare i ryska språket och 1745 professors titel.  Han var en mindre framstående poet och som språkforskare var han präglad av Michail Lomonosov. Han hade dock god känsla för det ryska språket, litteraturen och var en framstående versteoretiker. Sina för Ryssland epokgörande teorier om verslära och språkstil nedlade han i avhandlingen Novyj i kratkij sposob k slozjeniju rossijskich stichov (1735) och O drevnem, srednem i novom stichotvorenii rossiiskam (1755). Dessutom utförde han översättningar, bland annat av Nicolas Boileaus "L'art poétique".  Hans samlade skrifter (bland annat oden, tillfällighetsvers samt språk- och versstudier) utgavs 1752 och 1849. En biografi över honom utgavs 1873 av Pjotr Pekarskij.